# 威廉·斯图尔特 (自行车运动员)
威廉·斯图尔特（英語：William Stewart，1883年9月15日—1950年8月9日），英国男子自行车运动员。他曾代表英国参加1920年和1924年夏季奥林匹克运动会自行车比赛，其中1920年奥运会获得一枚银牌。